# Бушпепа, Евгент
Евгент Бушпепа (алб. Eugent Bushpepa; род. 2 июля 1984; Решен, Албания) — албанский певец и автор песен. Представитель Албании на Евровидении-2018 в Лиссабоне с песней Mall.

## Биография
Евгент Бушпепа родился 2 июля 1984 года в городе Решен в Албании в католической семье. В раннем возрасте он начал петь, и после окончания школы он покинул Албанию и на несколько лет переехал в Италию. Вернувшись обратно в Албанию, он начал работать в качестве певца в 2006 году на ток-шоу телеканала Top Channel, и с тех пор он исполняет албанскую музыку.
Его карьера началась с популярной албанский рок-песни Maska e Madheshtise, выпущенный в 2007 году для конкурса TOP FEST 4. В этом же конкурсе, он также участвовал в рок-группе под названием Sunrise, исполнив свою песню Engjell. После успешного дебюта он продолжал участвовать в других конкурсах, работая над новой музыкой. Бушпепа и его группа поддержали рок-группу Deep Purple во время концерта в Албании в марте 2007 года в рамках концертного тура Rapture of the Deep tour.
Выступал «на разогреве» перед концертом Даффа Маккагана во время тура его группы Loaded 1 июня 2011 года в Тиране.
К концу 2017 года Бушпепа был объявлен представителем Албании на Евровидении-2018 в Лиссабоне, Португалия со своей песней Mall.